# Gasthaus zum Adler (Frechenrieden)

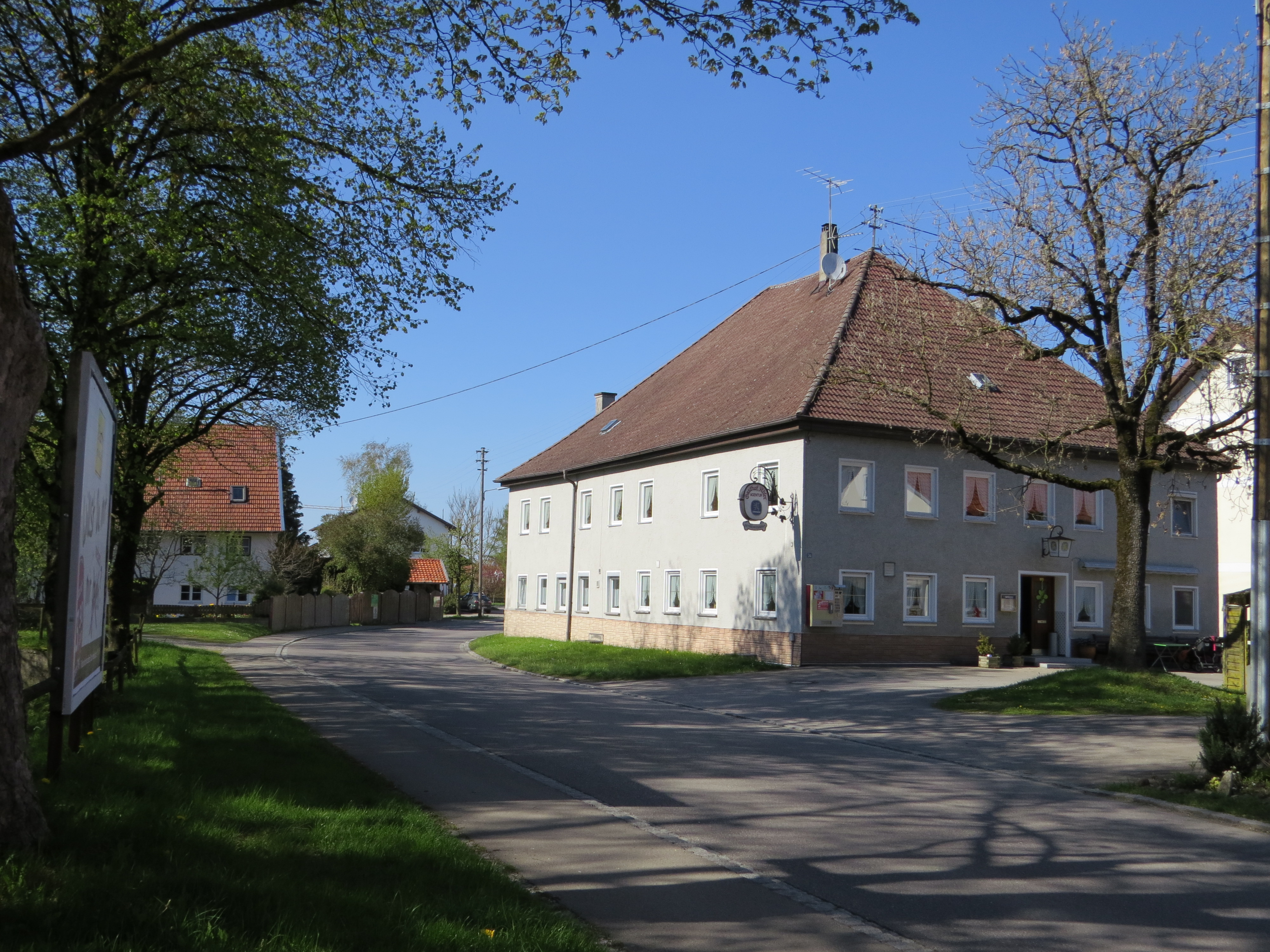
Gasthaus zum Adler

Das Gasthaus zum Adler in Frechenrieden, einem Ortsteil der Gemeinde Markt Rettenbach im Landkreis Unterallgäu (Bayern), ist ein denkmalgeschütztes Gebäude aus dem späten 18. Jahrhundert. Das zweigeschossige Gebäude mit Walmdach besitzt einen schmiedeeisernen Ausleger mit Doppeladler aus dem 18. Jahrhundert.